# Torre idrica di Ginosa
La torre idrica di Ginosa è un serbatoio idrico a torre nei pressi di Ginosa, alto 130 metri, utilizzato per equalizzare la pressione dell'acqua nell'acquedotto Pertusillo, prelevando l'acqua dal fiume Agri in Basilicata. Le acque dell'Agri e del Sinni in Basilicata sono le principali fonti di approvvigionamento idrico della Puglia.
È una delle torri idriche più alte d'Europa ed è soprannominata "Il Missile" per via del suo aspetto.

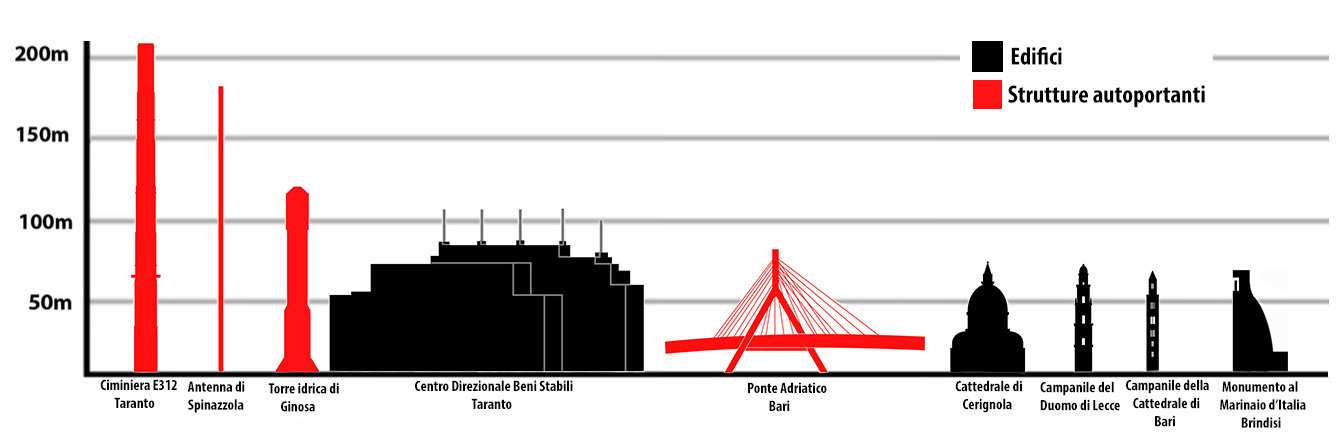
Confronto della torre idrica tra gli edifici più alti della Puglia